# Зандберг (Зеландія)
Зандберг (нід. Zandberg) — селище в нідерландській провінції Зеландія. Входить до муніципалітету Гюлст. Наразі у ньому нараховується близько 50 будинків.